# ان‌جی‌سی۱۴۲۷ ای
ان‌جی‌سی۱۴۲۷ اِی (انگلیسی: NGC 1427A) یک کهکشان نامنظم در صورت فلکی کوره است. ماژول فاصلهٔ آن با استفاده از تابع درخشندگی خوشه کروی ۰٫۲۱ ± ۳۱٫۰۱ برآورد شده‌است که حدود ۵۲ میلیون سال نوری است.
این کهکشان درخشان‌ترین عضو کوتوله نامنظم خوشه کوره است و در پیش زمینه کهکشان مرکزی خوشه ان‌جی‌سی ۱۳۹۹ قرار دارد.

## ویژگی‌ها و سرنوشت
ان‌جی‌سی۱۴۲۷ اِی بیش از ۲۰٬۰۰۰ سال نوری طول دارد و شبیه ابر ماژلانی بزرگ است. فشار حاصل شده به این کهکشان به آن طرحی شبیه به نوک پیکان آن را می‌دهد و قسمت‌های زیبا اما خشن تشکیل این ستاره را آغاز می‌کند.
تحت تأثیر جزر و مد کهکشانی، ان‌جی‌سی۱۴۲۷ اِی با سرعت تقریبی حدود ۶۰۰ کیلومتر در ثانیه به مرکز خوشه کوره پیش می‌رود. شکل متمایز سر پیکان آن توسط این حرکت سریع و رو به بالا شکل گرفته‌است. برهمکنش ان‌جی‌سی۱۴۲۷ اِی با گازها و کهکشان‌های کوره در طول سفر خود باعث اختلال در کهکشان در طی میلیارد سال آینده می‌شود، رویدادی که در طول تکامل کیهان رایج بوده اما به‌طور فزاینده‌ای نادر شده‌است.